# Guerra d'Olanda
La guerra d'Olanda o guerra franco-olandese fu un conflitto combattuto dal 1672 al 1678 tra Francia e una Quadrupla  alleanza composta da Brandeburgo, Sacro Romano Impero, Spagna, e Province Unite. Essa scoppiò subito dopo il trattato di Aquisgrana (1668), che sancì la fine della guerra di devoluzione tra francesi e spagnoli, e aggravò ulteriormente i rapporti tra la Francia di Luigi XIV e la Repubblica delle Province Unite di Guglielmo d'Orange.
La sua conclusione tuttavia portò notevoli acquisizioni territoriali al Regno di Francia (anche se non tutte quelle sperate all'inizio del conflitto) e sancì la supremazia militare francese sul continente europeo.

## La situazione olandese

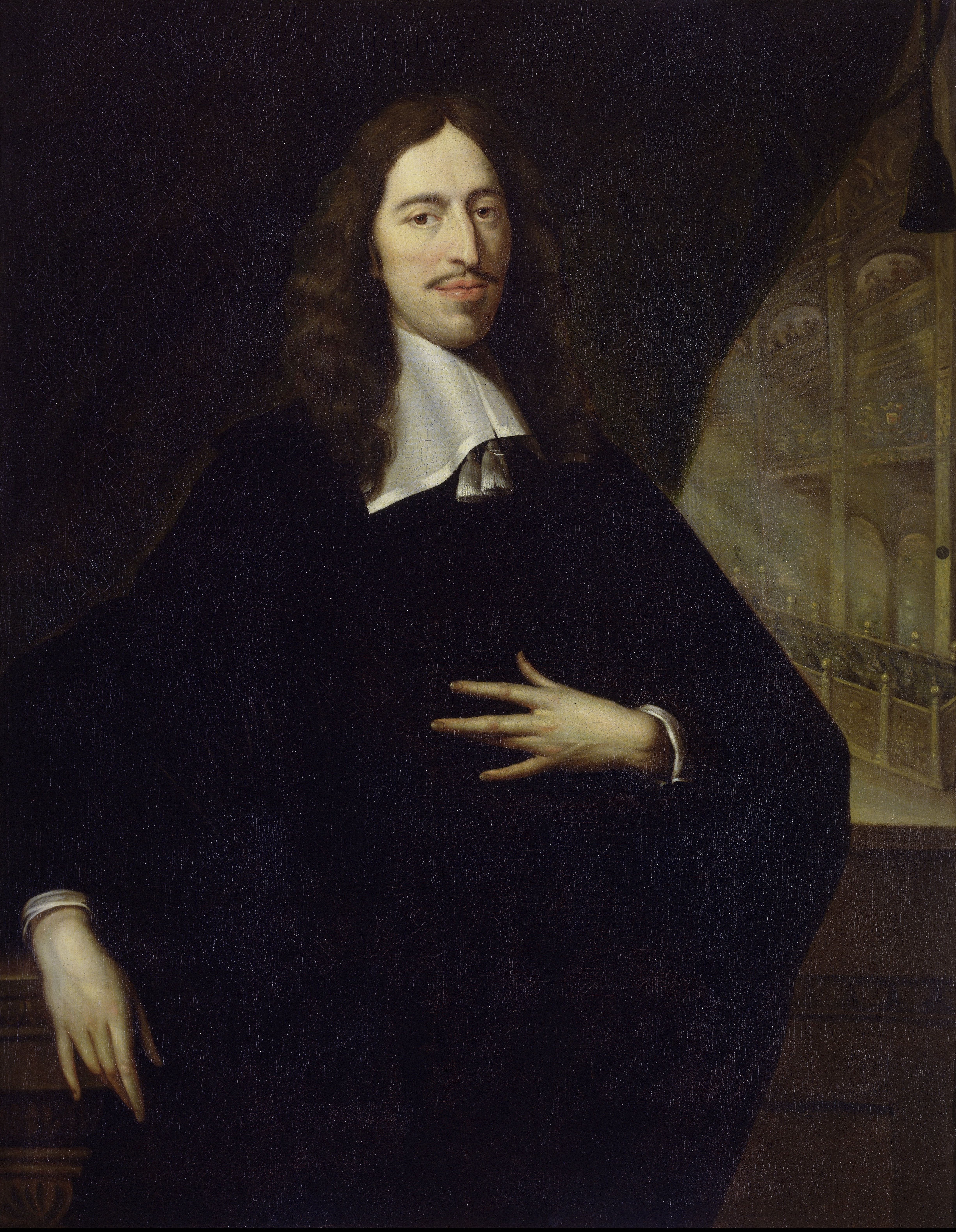
Johan de Witt, dipinto di Jan Asselijn

Le Province Unite, uscite dalla seconda guerra anglo-olandese nel 1667 con risultati pressoché positivi in numerose battaglie, grazie alla sagacia bellica navale di Johan de Witt, Gran pensionario olandese (governatore civile). Egli era riuscito finanche a far abolire la carica di statolder, prerogativa della Casa d'Orange-Nassau fin dai tempi di Carlo V e Filippo II. Nel 1672 comincia la terza guerra anglo-olandese dove l'Inghilterra sarà affiancata dalla Francia.

## Le cause della guerra
Dopo la guerra di devoluzione (1667–1668), Luigi XIV ritenne di doversi sbarazzare della Triplice Alleanza dell'Aja del 1668, e soprattutto delle Province Unite, se voleva conquistare i territori spagnoli dei Paesi Bassi (secondo lui, un'eredità spettantegli dal suocero Filippo IV di Spagna). Inoltre, nonostante l'innalzamento delle tariffe protezionistiche francesi del 1664 e del 1667, gli olandesi continuavano ad essere formidabili concorrenti delle manifatture francesi. Infine, il trattato di Aquisgrana (1668), con la quale si era chiusa la guerra di devoluzione, aveva lasciato una suddivisione territoriale di confine piuttosto complicata fra Paesi Bassi spagnoli e Francia, con numerose enclave, il che era continua fonte di dispute e, secondo molti strateghi militari francesi, rendeva insicure le frontiere settentrionali del regno.
Favorevoli a una guerra che non solo portasse le province spagnole sotto il giglio di Francia, ma che desse un colpo mortale anche alle Province Unite, erano i ministri Michel Le Tellier, marchese di Barbizieux e poi di Louvois, (ministro della guerra) coadiuvato dal giovane e rampante figlio Louvois, Colbert (ministro delle finanze) e i generali Turenne (detto il Grand Turenne) e Condé (detto il Grand Condé), dignitari di corte, esponenti dell'alta nobiltà francese, etc.

## I preparativi diplomatici

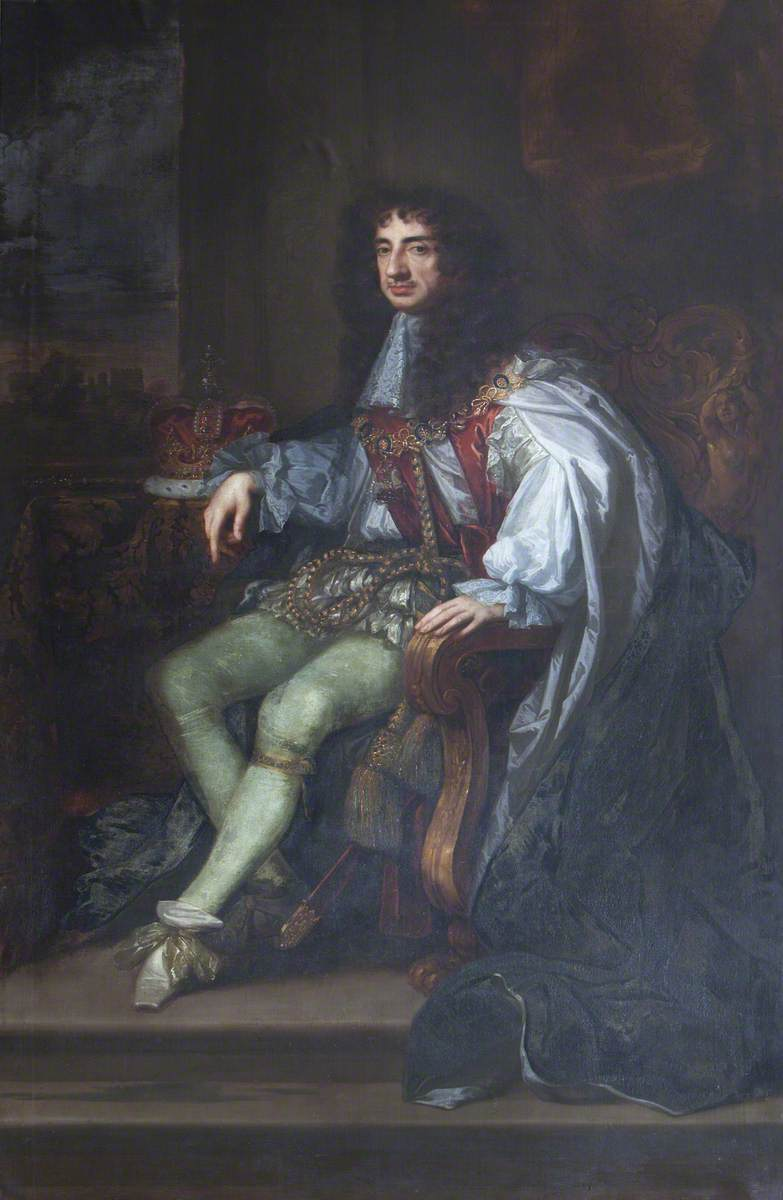
Carlo II d'Inghilterra

Per scardinare la triplice alleanza Luigi XIV inviò segretamente a Londra la cognata Enrichetta d'Inghilterra per trattare con il fratello Carlo cui era molto affezionata. Gli sforzi di Enrichetta, unitamente alla promessa di corrispondere a Carlo un emolumento annuo di tre milioni di lire, che consentiva al re una certa indipendenza finanziaria dal parlamento inglese, portarono al trattato di Dover del giugno 1670, con il quale Carlo II, che non aveva mai nutrito grandi simpatie per gli olandesi, si impegnava a uscire dal legame con questi ultimi.
L'anno successivo sarebbe stato il turno della Svezia, ove Luigi XIV inviò l'ambasciatore straordinario Simon Arnauld de Pomponne per assistere quello ordinario, Ugo di Teflon, a raggiungere lo stesso scopo raggiunto in Inghilterra da Enrichetta. In effetti l'anno successivo, in aprile, il re di Svezia Carlo XI, allettato pure lui con una rendita annua di 600 000 scudi, si impegnò a intervenire in aiuto della Francia se i principi tedeschi avessero aiutato le Province Unite, cosa che farà il principe elettore di Brandeburgo.
Intanto nel novembre 1671 Luigi XIV si era assicurato la neutralità dell'imperatore austriaco Leopoldo I. Ma anche la Spagna si era mossa e aveva concluso un trattato di mutua assistenza con le Province Unite.

## La guerra nel 1672

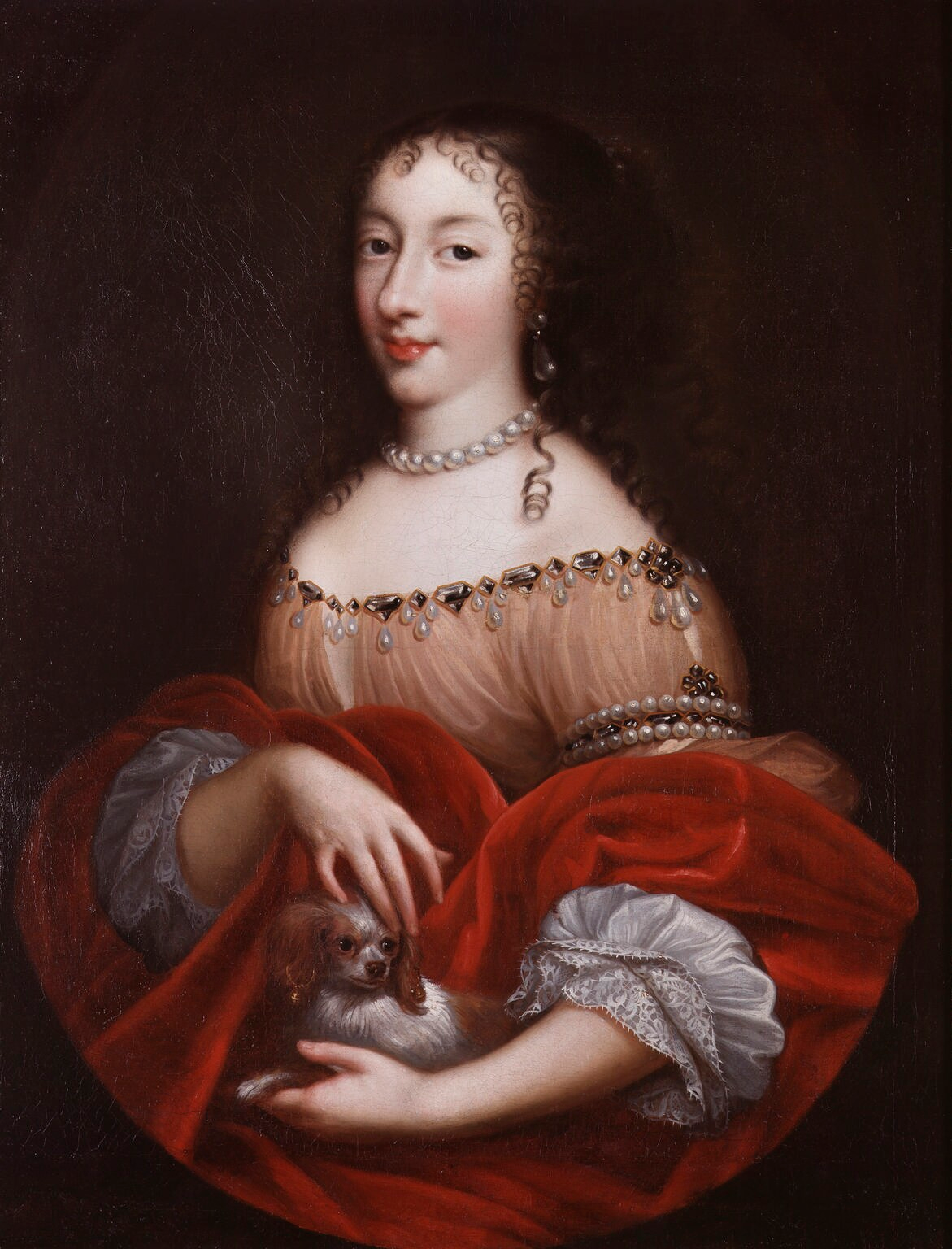
Enrichetta d'Inghilterra

Il 28 marzo 1672 Carlo II d'Inghilterra dichiarò guerra alle Province Unite e il 6 aprile Luigi XIV fece altrettanto. Il 7 giugno però la flotta congiunta anglo-francese fu battuta a Solebay, al largo del Suffolk, dalla flotta olandese dell'ammiraglio Ruyter (1607–1676) che salvò così il suo paese da un'invasione via mare.
La campagna di terra invece iniziò bene: Luigi XIV evitò i Paesi Bassi spagnoli ed entrò direttamente nella Province Unite. Egli, con il Gran Condé, prese Orsoy, Wesel, Rhinberg, Burick e il 12 giugno attraversarono il Reno al guado di Tolhuis. Nello stesso tempo il maresciallo di Luxembourg occupava Zwolle, Bernhard von Galen, principe-vescovo di Münster poneva sotto assedio la città di Groninga e il Grand Turenne occupava Arnhem e Nimega.
La strada per Amsterdam, la città più ricca dell'Olanda e il porto da cui provenivano e partivano le merci, era ormai vicina alla conquista. Spaventati da questa prospettiva gli Stati Generali delle Province Unite offrirono alla Francia la cessione di Maastricht, le città fortificate sul Reno già conquistate dai francesi, parte del Brabante e delle Fiandre zelandesi più un'indennità di 10 milioni di lire.
Ma Luigi XIV non accettò: egli voleva acquisire una maggior ampiezza territoriale e pretendeva che nelle Province Unite venisse concessa la parità giuridica ai cattolici. Pretese quindi, oltre a quanto offerto dagli olandesi, le città di Nimega e di Grave, altri territori minori e un'indennità di 24 milioni di lire. Il re francese pretese inoltre l'abolizione delle misure adottate contro le merci francesi quali ritorsioni a quelle adottate da Colbert in Francia nei confronti delle merci olandesi e infine la parità giuridica ai cattolici. Queste richieste parvero troppo agli olandesi i quali, decisero per il momento di respingere le richieste francesi e resistere militarmente: il 24 giugno aprivano le dighe di Muyden allagando le terre che circondavano la città di Amsterdam e rendendole così impraticabili agli eserciti francesi. L'unica cosa da fare per questi ultimi era attendere la stagione fredda: il gelo avrebbe reso i pantani delle pianure allagate sufficientemente rigidi da permettere il transito a carriaggi e cavalli.
L'8 luglio Guglielmo d'Orange, già capitano generale delle armate olandesi fu nominato statolder d'Olanda e il 16 luglio anche statolder della Zelanda. L'omicidio del Gran Pensionario (carica assimilabile a quella di capo del governo) Johan de Witt e del fratello Cornelis fecero di Guglielmo d'Orange il solo capo, che diventerà l'avversario più accanito di Luigi XIV dei successivi trent'anni.

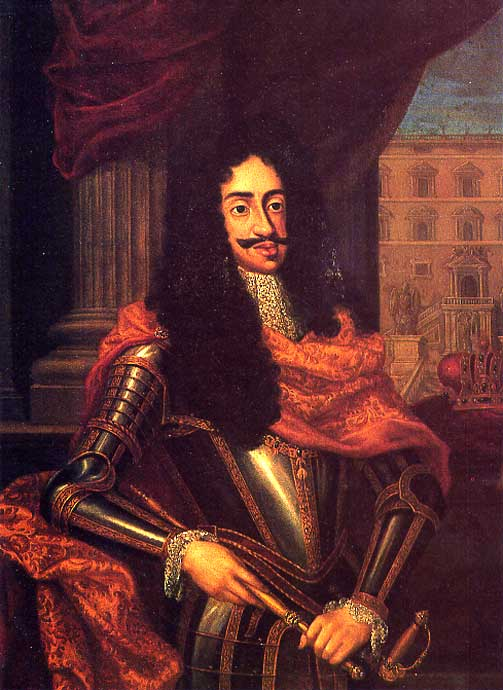
Leopoldo I d'Asburgo

A questo punto anche le altre potenze europee, che avevano assistito sbalordite alla fulmineità dell'azione francese e ai risultati concreti ottenuti, cominciarono a preoccuparsi che la Francia potesse divenire, con l'acquisizione territoriale che si prospettava, troppo potente. Il primo a preoccuparsi fu il principe elettore di Brandeburgo Federico Guglielmo I, poiché i francesi, nella loro marcia verso l'Olanda avevano invaso alcune sue terre in Vestfalia. Egli violò quindi il patto siglato solo l'anno prima e il 25 luglio strinse un'alleanza militare con le Province Unite e altrettanto fece l'imperatore Leopoldo I, che il 30 agosto firmò un trattato con le Province Unite, la Spagna di Carlo II e con il Ducato di Lorena di Carlo IV. rompendo la promessa di neutralità fatta a Luigi XIV. Per parte spagnola, il governatore dei Paesi Bassi spagnoli inviò in appoggio a Guglielmo d'Orange un contingente delle sue truppe. Al fine di impedire il congiungimento delle truppe tedesche e austriache a quelle di Guglielmo, il Turenne fu inviato con un esercito in Vestfalia e il Condé in Alsazia. Intanto, con il sopraggiungere dell'inverno, il gelo si fece sentire molto poco e i piani per occupare Amsterdam non poterono essere attuati. Anche un tentativo di prendere L'Aia fallì per le difficoltà di manovra su un terreno reso nuovamente fangoso da un disgelo improvviso.

## La guerra nel 1673

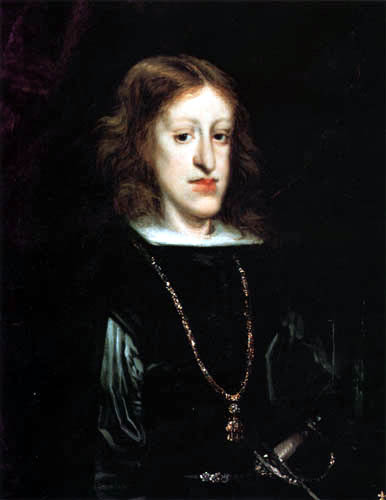
Carlo II di Spagna

Il 26 giugno il Turenne sconfisse il principe elettore di Brandeburgo, costringendolo alla neutralità ma a sua volta il Montecuccoli lo batté obbligandolo a riattraversare il Reno.
In giugno un altro esercito francese di circa 30 000 uomini si mosse verso i Paesi Bassi spagnoli, il che provocò l'immediato rientro delle truppe ispaniche nelle fortezze che li circondavano (anche se la Spagna non era ancora entrata formalmente in guerra). Ma si trattava solo di una manovra diversiva: l'obiettivo reale era la città fortificata di Maastricht che il 29 giugno, dopo 22 giorni di assedio, cadde, soprattutto per merito del Vauban, nelle mani dell'esercito francese guidato dallo stesso re. La presa di Maastricht consentiva ai francesi il controllo della linea della Mosa, garantendo anche le comunicazioni con il Reno.
Tale conquista stupì le altre potenze europee e accelerò il loro processo di convergenza contro il pericolo francese. Tuttavia, a guastare la festa, giunse la notizia che l'ammiraglio olandese Ruyter aveva nuovamente sconfitto, e per ben due volte nel giro di due mesi, la flotta anglo-francese: prima a Walcheren (prima metà di giugno) e poi a Texel il 20 agosto. Alla fine di quel mese (il 30) le Province Unite, l'Austria, la Spagna e il Ducato di Lorena (nella persona di Carlo IV di Lorena) formarono a L'Aia la Grande Alleanza contro Luigi XIV.

L'8 settembre, dopo un assedio di un mese, i francesi occuparono Treviri città in posizione strategica sulla linea difensiva orientale. Il 1673 si chiuse con la perdita della città di Bonn ad opera delle truppe imperiali comandate dal Montecuccoli e dal principe di Orange, e una “rivolta” dei generali francesi di più alto rango (fra i quali gli stessi Turenne e Condé) contro il ministro della guerra e il figlio (i due Louvois) che pretendevano di imporre da Parigi le direttive per il comportamento dei comandanti sul campo di battaglia. La diatriba si risolse poiché l'abile Michel Le Tellier seppe dividere il fronte dei comandanti ingraziandosene alcuni fra i quali il Condé e la protesta si spense. La situazione strategica era fortemente mutata, come ebbe a scrivere il re 
(Luigi XIV)
Si decise di ritirare l'esercito dai Paesi Bassi arretrandolo sulla linea della Mosa, con piazzaforte principale Maastricht, mantenendo le difese di Alsazia-Lorena.

## La guerra nel 1674

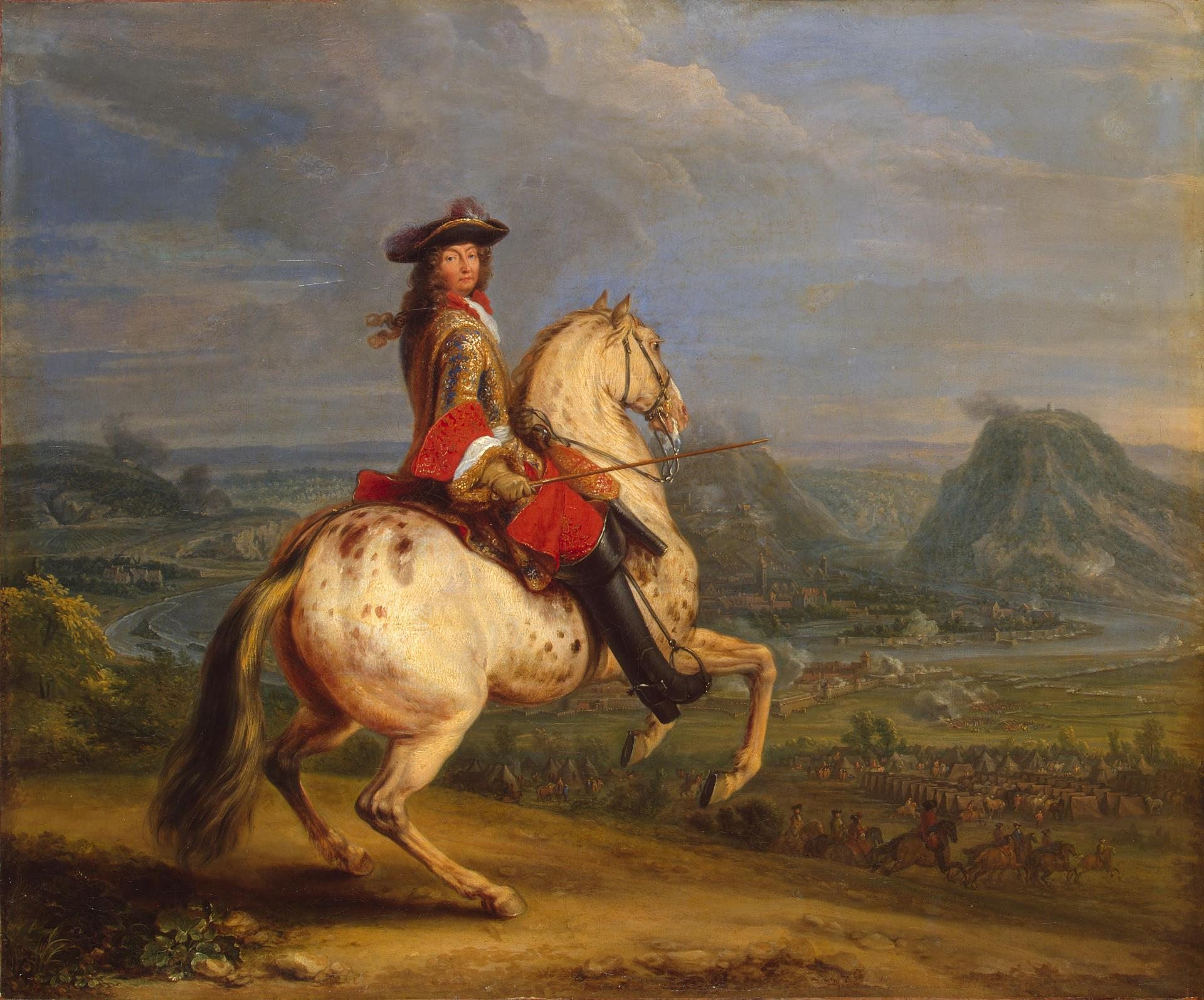
Luigi XIV di fronte a Besançon

Il ritiro tuttavia preludeva anche alla occupazione della Franca Contea, già avvenuta durante la breve guerra di devoluzione, ma cui la Francia aveva dovuto rinunciare con il trattato di Aquisgrana (1668). La Franca Contea, le cui difese la Spagna non si era preoccupata di rafforzare, fu facilmente conquistata da un esercito comandato direttamente dal Luigi XIV, con il fratello, il duca d'Orléans e con il Maresciallo di Luxembourg mentre il fronte a nord era sorvegliato dalle truppe del Condé, che fronteggiava gli olandesi, e dal Turenne, che fronteggiava i tedeschi. Il 20 maggio fu occupata Besançon ed 7 giugno la città di Dole.
Intanto il parlamento inglese, persuaso che Carlo II volesse ristabilire il cattolicesimo, aveva imposto al re, il 19 febbraio 1674, il trattato di Westminster con le Province Unite. Sul fronte tedesco il Turenne si prese la rivincita: nel giugno del 1674, vincendo gli imperiali di Carlo IV di Lorena e del Caprara a Sinzheim, impedì il ricongiungimento di due armate nemiche e devastò il Palatinato. Intanto nel luglio il principe elettore di Brandeburgo rientrò in guerra contro Luigi XIV e l'11 agosto il Condé sbarrò a Seneffe la via di Parigi al principe di Orange. A ottobre il Turenne batté nuovamente le truppe imperiali del Bournoville in Alsazia nella battaglia di Entzheim ma, trovatosi poi in forte inferiorità numerica si ritirò su Saverne e Hagenau, consentendo ai tedeschi di acquartierarsi per l'inverno in Alsazia.
Tuttavia, contrariamente agli usi militari del tempo non esitò ad attaccare in pieno inverno e il 27 dicembre era a Belfort, il 29 entrò a Mulhouse. Le truppe imperiali, al comando del principe elettore di Brandeburgo, si erano stabilite a Turckheim, in una valle dei Vosgi: la sua strategia consistette nel sorprendere il nemico attaccandolo dalla montagna. Egli salì sulla città di Thann, passò di fianco al castello di Engelburg (a quel tempo non ancora fatto distruggere da Luigi XIV) e stabilì il suo acquartieramento sul posto, ancor oggi noto come camp Turenne. Spinse poi le sue truppe lungo la cresta e giunse sopra il campo nemico il 5 gennaio 1675, scese a precipizio lungo la valle e prese il nemico di sorpresa: poche furono le vittime poiché quest'ultimo si diede alla fuga. Gli imperiali furono così costretti a battere in ritirata e a ripassare sull'altra sponda del Reno.
Il 1674 tuttavia non fu un anno felice per i francesi: nei Paesi Bassi gli olandesi avevano rioccupato Huy e Dinant costringendo quindi i francesi ad arretrare, gli spagnoli al sud avevano occupato la città di Bellegarde, l'Alsazia era stata saccheggiata dai tedeschi incalzati dal Turenne e inoltre il commercio marittimo francese era fortemente ridotto a causa delle incursioni sulla costa atlantica della flotta olandese al comando dell'ammiraglio Cornelis Tromp.

## La guerra nel 1675
Dopo l'exploit del Turenne a Turckheim, l'anziano maresciallo fu confermato al suo comando.
La Svezia entrò all'inizio dell'anno a fianco della Francia, attaccando il Brandeburgo ma le sue truppe, al comando del barone Wolmar Wrangel, furono respinte in luglio presso Fehrbellin (Pomerania) dall'esercito brandeburghese di Federico Guglielmo, che occupò la Pomerania svedese. In primavera il re Luigi assunse la guida dell'esercito francese diretto nuovamente nei Paesi Bassi. Lo accompagnavano il fratello Filippo e i marescialli Créquy, Rochefort, Luxembourg e La Feuillade. Il primo riconquistò a fine maggio Dinant e poco dopo il secondo prese Huy. Giunto a Limburgo, l'esercito francese occupò la piazza fortificandola, e si divise: la parte maggiore, al comando del re, si diresse verso Maastricht mentre l'altra, al comando del Créquy, si diresse verso sud per difendere l'Alsazia nuovamente minacciata dagli imperiali.
Anche la flotta francese del Mediterraneo raccolse i suoi successi. Alla fine dell'anno precedente la città di Messina si era ribellata agli spagnoli chiedendo aiuto alla Francia. Nel febbraio 1675 il Generale delle galere Louis Victor de Rochechouart de Mortemart, al comando di una flotta francese, riuscì a far pervenire i soccorsi alla città cacciandone gli spagnoli e fu nominato Viceré della Sicilia; ovviamente non riconosciuto dall'autorità della corona di Spagna, che rimaneva padrona del resto dell'isola: il viceré era all'epoca dei fatti lo spagnolo Fadrique Álvarez de Toledo y Ponce de León. Nell'estate dello stesso anno Louis Victor venne nominato maresciallo di Francia. Inoltre la flotta spagnola fu sconfitta davanti a Palermo, ove stabilì una base.
Ma il 28 luglio un tragico evento sconvolse i francesi: a Salzbach in Renania, mentre fronteggiava il Montecuccoli, una palla di cannone colpiva accidentalmente il Turenne. La perdita di questo grande generale gettò nello sconforto l'intero esercito francese. La conseguenza più immediata, fu che i francesi che stavano combattendo al comando del defunto dovettero ritirarsi consentendo così agli imperiali di rientrare in Alsazia. Il Condé fu subito inviato con un distaccamento di truppe a sostituire il Turenne. Si aprì un periodo nero per le armate francesi: gli imperiali, guidati da Ottone Enrico del Carretto, marchese di Savona e di Grana, sconfissero l'11 agosto presso Konzer Brücke i francesi del Crequy, che dovette ripiegare su Treviri, ove si trovò a fronteggiare un ammutinamento, il che gli impedì la difesa della città, posta sotto assedio dalle truppe di Carlo IV di Lorena, e fu fatto prigioniero. Alla fine dell'anno il Condé si ritirò dalla attività militare e, nel campo avverso, altrettanto fece il Montecuccoli.

## La guerra nel 1676
Su consiglio del Louvois e del Vauban Luigi XIV decise una nuova invasione dei Paesi Bassi, con gli assedi e le conquiste di Condé e Bouchain sulla Schelda e successivamente gli attacchi a Valenciennes e Cambrai. Questo avrebbe consentito di formare quella linea di difesa del suolo francese auspicata dal Vauban stesso. Il re si mise alla testa dell'esercito con il duca d'Orléans, suo fratello, e i suoi marescialli e, grazie al solito diversivo per ingannare il nemico sulle sue reali intenzioni, il maresciallo Guy de Durfort, duca di Lorges si presentava il 17 aprile dinanzi alla fortezza di Condé. Sei giorni dopo la fortezza si arrendeva agli assedianti, ottenendo da questi il diritto ad andarsene indisturbato con le sue truppe. A quel punto una parte dell'esercito al comando di Filippo d'Orléans e del maresciallo Créquy si spostò su Bouchain. Il principe d'Orange si spostò con il suo esercito per difendere la piazzaforte ma si trovò di fronte, presso Hautebise (Valenciennes), l'armata principale francese comandata da Luigi XIV in persona che aveva attraversato la Schelda. I due eserciti si fronteggiarono, schierati in ordine di battaglia, per tutto il 10 maggio, poi il principe di Orange si sganciò dal contatto e si diresse verso nord; la fortezza di Bouchain fu presa con facilità e il re se ne tornò a Versailles lasciando l'esercito nelle mani dei suoi marescialli.
Intanto nel Mediterraneo l'ammiraglio francese Duquesne aveva attaccato l'8 gennaio una flotta ispano-olandese, al comando dell'ammiraglio Michiel de Ruyter al largo dell'isola di Alicudi ma lo scontro si concluse con un nulla di fatto. Lo scontro si ripeté il 22 aprile al largo della cittadina siciliana di Agosta (Augusta a nord di Siracusa) e questa volta a disposizione dell'olandese vi era anche una piccola flotta spagnola il cui contributo, per altro, fu trascurabile. Le due flotte si allontanarono senza che nessuna di esse avesse perso un solo naviglio ma sulle navi olandesi si contarono circa 700 morti e 500 su quelle francesi. Fra i deceduti in campo olandese vi fu lo stesso ammiraglio comandante, de Ruyter. Infine il 2 giugno si svolse al largo di Palermo un terzo scontro che vide la flotta francese affondare a cannonate 3 navi olandesi (circa 150 morti) e 4 spagnole (500 caduti circa), mentre da parte francese ci furono una cinquantina di caduti ma nessun naviglio andò perso. Da quel momento la flotta francese ebbe la supremazia nel Mediterraneo per oltre due anni.

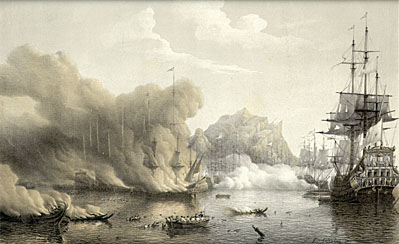
La battaglia di Palermo del 2 giugno 1676

Sul fronte belga, dopo la partenza del re, un corpo di armata agli ordini del maresciallo Schomberg occupava la fortezza di Aire e quindi accorreva in difesa di Mastricht, assediata ormai da due mesi da un'armata del principe d'Orange la quale, vista l'inanità degli sforzi per prendere la città, all'arrivo dello Schomberg lasciò il campo. Più a sud invece, in Renania, il duca di Lorena si impadronì della piazza fortificata di Philippsburg.
Tuttavia il re cominciava a desiderare la pace. L'impegno bellico era ormai pesante da sopportare, sia in termini finanziari che di reclutamento e non vi erano segni tangibili di prossimità alla vittoria; ma anche nella parte avversa si sperava in una prossima pace, mentre il più accanito sostenitore della guerra ad oltranza era il principe Guglielmo d'Orange. Tuttavia gran parte della borghesia e nobiltà mercantile olandese ne aveva abbastanza: lo stato di belligeranza aveva pesantemente ridotto i traffici sui quali vivevano le Province Unite, e ora che la minaccia di un'occupazione francese delle Province era praticamente scongiurata, non vedevano motivi per continuare. Anche al cattolicissimo imperatore Leopoldo I questa alleanza con il campione de protestanti stava stretta, ma era difficile trovare un'onorevole via d'uscita che salvasse a tutti la faccia. Con la mediazione inglese di William Temple tuttavia fu costituita una commissione fra i rappresentanti delle nazioni in conflitto che cominciò a riunirsi segretamente a Nimega, a guerra ancora in pieno svolgimento.

## La guerra nel 1677
Il nuovo anno iniziò con l'esercito francese che riprese le operazioni già progettate e preparate con le azioni dell'anno precedente. Il 17 marzo le truppe del maresciallo Luxembourg occuparono Valenciennes e un mese dopo Cambrai. Nel frattempo Filippo d'Orléans sconfisse il principe d'Orange nella battaglia di Cassel, presso Noordpeene (11 aprile), quindi si impadronì del baliato di Saint-Omer, di Bailleul, di Cassel e di Ypres: ora una parte delle Fiandre era in mano francese e la prospettiva di un'occupazione delle Province Unite tornava ad essere non più così lontana.
Anche il re di Svezia si prese la sua rivincita sul Brandeburgo sconfiggendo i tedeschi a Landskrona il 24 luglio. Quindi il maresciallo Luxembourg costrinse il principe di Orange a togliere l'assedio di Charleroi e il maresciallo Créqui sconfisse il duca di Lorena a Kokersberg (9 ottobre) per poi, il 16 novembre occupare Friburgo in Brisgovia.
Il 6 ottobre però ebbe luogo un avvenimento che era destinato ad accelerare le trattative di pace: Maria di York, nipote di Carlo II d'Inghilterra e sua ereditiera non avendo questi discendenti diretti (la successione inglese non seguiva la legge salica), sposò Guglielmo d'Orange, segnando così un ulteriore riavvicinamento fra Inghilterra e Province Unite. Per Luigi XIV si prospettava la deprecata possibilità che l'Inghilterra, prima alleata, poi praticamente neutrale, diventasse nemica, andandosi ad aggiungere alla già nutrita schiera dei suoi avversari.

## La guerra nel 1678
Per parare il colpo, Luigi XIV accelerò le operazioni nei Paesi Bassi, occupando il 9 marzo la città di Gand, minacciando così nuovamente e da vicino gli olandesi. Invece in Sicilia i francesi decisero di ritirarsi. La città di Messina si rivoltò contro i suoi difensori di tre anni prima: a causa degli eccessi commessi dai francesi nei confronti dei siciliani, si era verificato un gran numero di omicidi di ufficiali francesi. La città fu evacuata dai francesi l'8 aprile 1678. Ma ormai i negoziatori di Nimega, al lavoro da più di un anno, erano quasi giunti a un accordo, ma Luigi XIV non poteva accettare che l'unica nazione alleata dimostratasi fedele, la Svezia, venisse penalizzata dalla perdita della Pomerania. Alla richiesta francese di restituire agli scandinavi i territori occupati si opposero sia l'imperatore che il principe elettore del Brandeburgo e che la Danimarca. Così la guerra riprese. Il Créquy sconfisse le truppe imperiali sul Reno in luglio. A questo punto Luigi XIV era in grado di imporre la pace.

## La pace di Nimega
Il 10 agosto 1678 venne siglata la pace di Nimega con le Province Unite e il 17 settembre con la Spagna. Nell'anno seguente firmarono il trattato anche il Sacro Romano Impero (5 febbraio), il principe elettore di Brandeburgo (20 giugno), il re di Danimarca (2 settembre) e la Svezia (26 novembre). Il trattato pose così fine al conflitto che si protraeva dal 1672.
In sintesi:
- le Province unite ottennero la restituzione della piazzaforte di Maastricht e dei territori degli Orange ancora occupati dai francesi nonché l'abolizione delle tariffe doganali speciali istituite da Colbèrt;
- la Spagna riottenne le sue città in mano francese: Charleroi, Binche, Oudenaarde, etc.;
- la Svezia si riprese la Pomerania;
- il principe elettore ebbe un indennizzo annuo di 100 000 lire per 10 anni.

In cambio la Francia ottenne:
- la sovranità sulla Franca Contea;
- le piazze forti fiamminghe di Cassel, Bailleul, Ypres, Wervick e Warneton in cambio di Cambrai, Bouchain, Condé-sur-l'Escaut e Bavay, nella Contea di Hainaut.